# Еуклеја
Еуклеја је у грчкој митологији била божанство. 

## Митологија
Била је божанство или демон добре репутације и славе. Била је кћерка Хефеста и Аглаје и са својим сестрама Еуфемом, Еутенијом и Филофросином је највероватније чинила групу млађих харита, односно грација.

## Уметност
На старогрчким вазама константно је представљана у пратњи богиње Афродите где је симболисала добру репутацију чедне невесте. Понекада је била идентификована са Артемидом.

## Друге личности
Еуклеја је име још једног божанства, поштованог у Платеји. У том случају је у питању или друго име богиње Артемиде или кћерке Херакла и Патроклове сестре Мирто, која је умрла као девица и којој су након смрти указивали божанске почасти.